# Direção dos Serviços de Estudo de Políticas e Desenvolvimento Regional
A Direcção dos Serviços de Estudo de Políticas e Desenvolvimento Regional (DSEPDR) (em chinês:政策研究和區域發展局[编辑]) é um serviço público da Região Administrativa Especial de Macau, que funciona directamente sob a tutela e direcção do Chefe do Executivo, sendo o seu antecessor o Gabinete de Estudo das Políticas do Governo da Região Administrativa Especial de Macau.
Em 1 de Setembro de 2018, teve lugar a fusão entre o Gabinete de Estudo das Políticas do Governo da Região Administrativa Especial de Macau e o Grupo de Trabalho de Assuntos do Interior da China que foi subordinado ao Gabinete do Chefe do Executivo, para criar a Direcção dos Serviços de Estudo de Políticas e Desenvolvimento Regional.

## Atribuições
- Apresentar teorias científicas e prestar apoio em termos de informações para a tomada de decisões pelo Chefe do Executivo e para as acções governativas do Governo, bem como sobre o papel, cooperação e desenvolvimento da RAEM nas estratégias nacionais;
- Coordenar os trabalhos respeitantes a grandes estratégias nacionais, a políticas nacionais relacionadas com Macau e ao desenvolvimento regional, incluindo os trabalhos de intercâmbio, cooperação e desenvolvimento com o Interior da China e outras regiões;
- Coordenar e implementar o planeamento e a articulação dos trabalhos de execução de grandes políticas, bem como promover a execução das políticas e os demais trabalhos de desenvolvimento regional, de acordo com as orientações do Chefe do Executivo[2].

## Legislação Orgânica
- Despacho do Chefe do Executivo n.º 375/2010[3]
  - Cria o Gabinete de Estudo das Políticas do Governo da Região Administrativa Especial de Macau.
- Regulamento Administrativo n.º 20/2018[4]
  - Organização e funcionamento da Direcção dos Serviços de Estudo de Políticas e Desenvolvimento Regional.

## Estrutura Orgância
|                                     |                                     |                                     |                                     |                                     |                                     |                                     |                                     |                                         |                                         | Director                                |                                         |                                         |                                         |  |  |                                          |                                          |                                          |                                          |                                          |                                          |                                          |                                          |                                          |                                          |                                     |                                     |                                     |                                     |  |  |  |  |  |  |  |  |  |  |  |  |
|                                     |                                     |                                     |                                     |                                     |                                     |                                     |                                     |                                         |                                         | Subdirectores                           |                                         |                                         |                                         |  |  |                                          |                                          |                                          |                                          |                                          |                                          |                                          |                                          |                                          |                                          |                                     |                                     |                                     |                                     |  |  |  |  |  |  |  |  |  |  |  |  |
|                                     |                                     |                                     |                                     |                                     |                                     |                                     |                                     |                                         |                                         |                                         |                                         |                                         |                                         |  |  |                                          |                                          |                                          |                                          |                                          |                                          |                                          |                                          |                                          |                                          |                                     |                                     |                                     |                                     |  |  |  |  |  |  |  |  |  |  |  |  |
|                                     |                                     |                                     |                                     |                                     |                                     |                                     |                                     |                                         |                                         |                                         |                                         |                                         |                                         |  |  |                                          |                                          |                                          |                                          |                                          |                                          |                                          |                                          |                                          |                                          |                                     |                                     |                                     |                                     |  |  |  |  |  |  |  |  |  |  |  |  |
|                                     |                                     |                                     |                                     | Departamento de Apoio Geral         |                                     |                                     |                                     |                                         |                                         |                                         |                                         |                                         |                                         |  |  |                                          |                                          |                                          |                                          |                                          |                                          |                                          |                                          |                                          |                                          |                                     |                                     |                                     |                                     |  |  |  |  |  |  |  |  |  |  |  |  |
|                                     |                                     |                                     |                                     |                                     |                                     |                                     |                                     |                                         |                                         |                                         |                                         |                                         |                                         |  |  |                                          |                                          |                                          |                                          |                                          |                                          |                                          |                                          |                                          |                                          |                                     |                                     |                                     |                                     |  |  |  |  |  |  |  |  |  |  |  |  |
|                                     |                                     |                                     |                                     |                                     |                                     |                                     |                                     |                                         |                                         |                                         |                                         |                                         |                                         |  |  |                                          |                                          |                                          |                                          |                                          |                                          |                                          |                                          |                                          |                                          |                                     |                                     |                                     |                                     |  |  |  |  |  |  |  |  |  |  |  |  |
| Divisão Administrativa e Financeira | Divisão Administrativa e Financeira | Divisão Administrativa e Financeira | Divisão Administrativa e Financeira | Divisão Administrativa e Financeira | Divisão Administrativa e Financeira |                                     |                                     | Divisão de Divulgação e Promoção        | Divisão de Divulgação e Promoção        | Divisão de Divulgação e Promoção        | Divisão de Divulgação e Promoção        | Divisão de Divulgação e Promoção        | Divisão de Divulgação e Promoção        |  |  |                                          |                                          |                                          |                                          |                                          |                                          |                                          |                                          |                                          |                                          |                                     |                                     |                                     |                                     |  |  |  |  |  |  |  |  |  |  |  |  |
| Divisão Administrativa e Financeira | Divisão Administrativa e Financeira | Divisão Administrativa e Financeira | Divisão Administrativa e Financeira | Divisão Administrativa e Financeira | Divisão Administrativa e Financeira |                                     |                                     | Divisão de Divulgação e Promoção        | Divisão de Divulgação e Promoção        | Divisão de Divulgação e Promoção        | Divisão de Divulgação e Promoção        | Divisão de Divulgação e Promoção        | Divisão de Divulgação e Promoção        |  |  |                                          |                                          |                                          |                                          |                                          |                                          |                                          |                                          |                                          |                                          |                                     |                                     |                                     |                                     |  |  |  |  |  |  |  |  |  |  |  |  |
|                                     |                                     |                                     |                                     |                                     |                                     |                                     |                                     |                                         |                                         |                                         |                                         |                                         |                                         |  |  |                                          |                                          |                                          |                                          |                                          |                                          |                                          |                                          |                                          |                                          |                                     |                                     |                                     |                                     |  |  |  |  |  |  |  |  |  |  |  |  |
|                                     |                                     |                                     |                                     | Departamento de Estudo de Políticas | Departamento de Estudo de Políticas | Departamento de Estudo de Políticas | Departamento de Estudo de Políticas | Departamento de Estudo de Políticas     | Departamento de Estudo de Políticas     |                                         |                                         |                                         |                                         |  |  |                                          |                                          |                                          |                                          | Departamento de Desenvolvimento Regional | Departamento de Desenvolvimento Regional | Departamento de Desenvolvimento Regional | Departamento de Desenvolvimento Regional | Departamento de Desenvolvimento Regional | Departamento de Desenvolvimento Regional |                                     |                                     |                                     |                                     |  |  |  |  |  |  |  |  |  |  |  |  |
|                                     |                                     |                                     |                                     | Departamento de Estudo de Políticas | Departamento de Estudo de Políticas | Departamento de Estudo de Políticas | Departamento de Estudo de Políticas | Departamento de Estudo de Políticas     | Departamento de Estudo de Políticas     |                                         |                                         |                                         |                                         |  |  |                                          |                                          |                                          |                                          | Departamento de Desenvolvimento Regional | Departamento de Desenvolvimento Regional | Departamento de Desenvolvimento Regional | Departamento de Desenvolvimento Regional | Departamento de Desenvolvimento Regional | Departamento de Desenvolvimento Regional |                                     |                                     |                                     |                                     |  |  |  |  |  |  |  |  |  |  |  |  |
|                                     |                                     |                                     |                                     |                                     |                                     |                                     |                                     |                                         |                                         |                                         |                                         |                                         |                                         |  |  |                                          |                                          |                                          |                                          |                                          |                                          |                                          |                                          |                                          |                                          |                                     |                                     |                                     |                                     |  |  |  |  |  |  |  |  |  |  |  |  |
| Divisão de Política e Direito       | Divisão de Política e Direito       | Divisão de Política e Direito       | Divisão de Política e Direito       | Divisão de Política e Direito       | Divisão de Política e Direito       |                                     |                                     | Divisão de Economia e Vida da População | Divisão de Economia e Vida da População | Divisão de Economia e Vida da População | Divisão de Economia e Vida da População | Divisão de Economia e Vida da População | Divisão de Economia e Vida da População |  |  | Divisão de Coordenação e Desenvolvimento | Divisão de Coordenação e Desenvolvimento | Divisão de Coordenação e Desenvolvimento | Divisão de Coordenação e Desenvolvimento | Divisão de Coordenação e Desenvolvimento | Divisão de Coordenação e Desenvolvimento |                                          |                                          | Divisão de Intercâmbio e Cooperação      | Divisão de Intercâmbio e Cooperação      | Divisão de Intercâmbio e Cooperação | Divisão de Intercâmbio e Cooperação | Divisão de Intercâmbio e Cooperação | Divisão de Intercâmbio e Cooperação |  |  |  |  |  |  |  |  |  |  |  |  |